# Sean Sullivan
Sean Sullivan (Launceston, 18 d'agost de 1978) va ser un ciclista australià, professional del 2000 al 2011.

## Palmarès
- 2002
  - 1r a la Kattekoers
- 2004
  - Vencedor d'una etapa al Tour de Langkawi
- 2005
  - Vencedor d'una etapa a la Volta al llac Qinghai